# Paul Merker

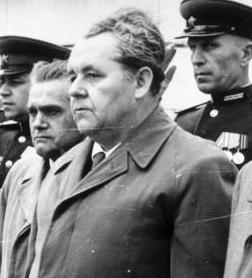
Paul Merker in 1949

Paul Merker (Oberlößnitz/Radebeul, 1 februari 1894 - Oost-Berlijn, 13 mei 1969) was een Oost-Duits politicus.
Na de Volksschule werkte Merker in de horeca. Van 1914 tot 1918 was hij soldaat in de Eerste Wereldoorlog. In 1918 werd hij lid van de USPD en in 1920 lid van de KPD. Tot 1922 was Merker tevens actief in de vakbond. Van 1923 tot 1924 was hij secretaris van het KPD-district West-Saksen en van 1924 tot 1932 was hij afgevaardigde in de Pruisische Landdag. Van 1927 tot 1930 en van 1934 tot 1945 was hij lid van het centraal comité en het politbureau van de KPD.
Van 1931 tot 1933 werkte hij in opdracht van de Comintern onder de schuilnaam Max Fischer als adviseur bij de Communistische Partij van de Verenigde Staten. In de zomer van 1933 verhuisde hij naar Leningrad. Begin 1934 keerde Merker naar Duitsland terug en werkte mee bij de illegale KPD en illegaal vakbondswerk. Vanaf 1937 werkte Merker vanuit Parijs. Na de Duitse inval in Frankrijk werd hij gevangengezet in het kamp Le Vernet. In 1942 wist hij te vluchten en vestigde zich in Mexico.
In 1946 keerde Merker terug naar Duitsland en werd lid van het politbureau van de SED. Vanaf 1946 tot 1952 was hij afgevaardigde in de Landdag van Brandenburg en vanaf 1948 lid van de Volksraad en de provisorische Volkskammer. Van 1949 tot 1950 was hij staatssecrataris op het ministerie van Landbouw.
In 1950 startte de SED een partijinterne procedure tegen Merker. In zijn jaren in Mexico en in de partijkrant Neues Deutschland had Merker gepleit voor een schadeloosstelling van joden die door het nazi-regime waren onteigend. Daarnaast ondersteunde hij de stichting van de staat Israël. Daarop werd Merker uit de SED gezet. Tot 1952 werkte hij als kelner in een HO-restaurant in Luckenwalde. In samenhang met het proces tegen Rudolf Slánský werd Merker door de Stasi op 30 november 1952 aangehouden. Op 30 maart 1955 werd Merker als "zionistisch agent" veroordeeld tot 8 jaar tuchthuis.
In januari 1956 werd Merker vrijgelaten en in juli 1956 door hetzelfde geheime gerechtshof dat hem veroordeeld had weer vrijgesproken. Vanaf 1957 werkt Merker als lector bij de uitgeverij "Volk und Welt". Na zijn overlijden in 1969 werd Merker onderscheiden met de Vaterländische Verdienstorden.